# Plüschow (Familie)

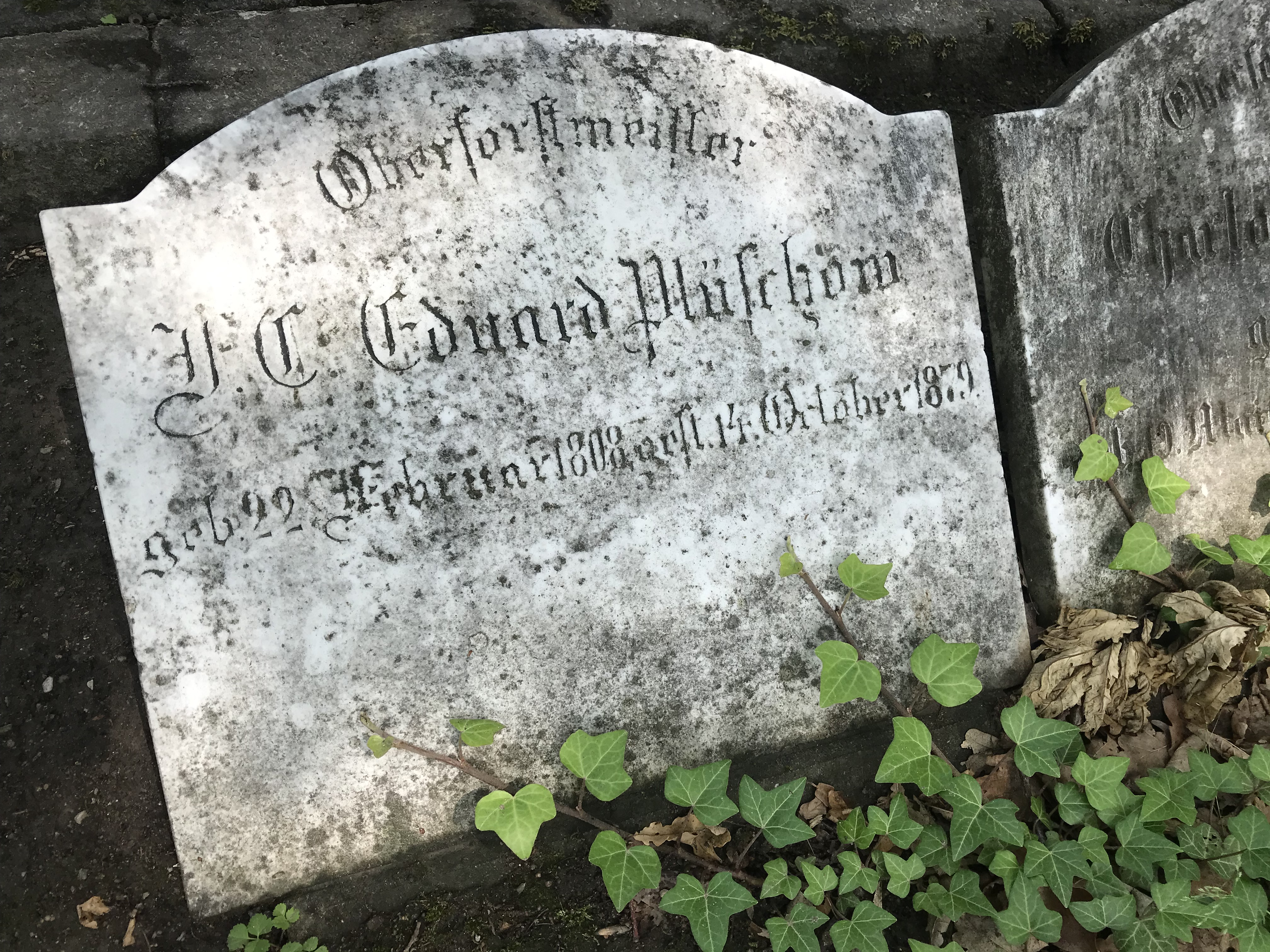
Grab Oberforstmeister F.C. Eduard Plüschow (Friedhof Wismar)

Plüschow ist der Name einer mecklenburgischen Familie. 
Sie entstand, als am 22. Februar 1808 aus einer Affäre des zu diesem Zeitpunkt verwitweten Erbprinzen Friedrich Ludwig zu Mecklenburg (1778–1819) mit Luise Charlotte Ahrens in Wismar ein Sohn geboren wurde. Dieser erhielt den Namen Friedrich Carl Eduard Plüschow nach dem bei Grevesmühlen gelegenen Sommersitz der herzoglichen Familie, Schloss Plüschow.
Plüschow wurde Oberforstmeister im Dienste Großherzogs Friedrich Franz II. (dem Sohn seines Halbbruders Paul Friedrich) und heiratete Charlotte Wilhelmine, geborene Crull (* 19. Mai 1831 in Wismar; † 14. Januar 1891 ebenda), eine Halbschwester des Forstmeisters Hermann von Glöden, des Vaters  Wilhelm von Gloedens. Er starb am 14. Oktober 1879 in Wismar.

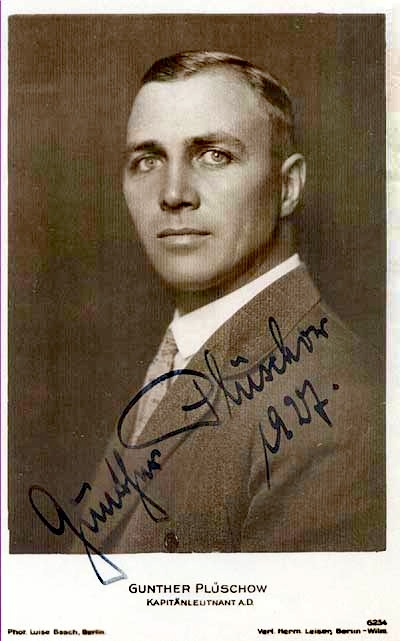
Gunther Plüschow, der Flieger von Tsingtau

Aus seiner Ehe gingen acht Kinder hervor, darunter als ältester (und schwarzes Schaf) der Aktfotograf Wilhelm Plüschow (1852–1930), die Malerin Anna Plüschow (1856–1917) und der Offizier und Journalist Eduard Plüschow (1855–1911), der sich zwischen 1875 und 1880 in Rom niedergelassen hatte. Einer seiner Söhne, Gunther Plüschow (1886–1931), wurde später als Flieger von Tsingtau berühmt. Eduard kehrte später nach Schwerin zurück, wo er als Konservator im Kupferstichkabinett des Landesmuseums tätig war.

## Weblink
- Ulrich Pohlmann: Guglielmo Plüschow. Ein Photograph aus Mecklenburg in Italien (mit Informationen zur Familiengeschichte)